# Traves (Franciaország)
Traves település Franciaországban, Haute-Saône megyében. Lakosainak száma 349 fő (2022. január 1.). Traves Ovanches, Aroz, Bucey-lès-Traves, Chantes, Raze, Soing-Cubry-Charentenay és Vy-le-Ferroux községekkel határos.

## Népesség
A település népessége az elmúlt években az alábbi módon változott:
| Lakosok száma | 355  | 355  | 372  | 362  | 362  | 360  | 358  | 354  | 349  |
|               | 2013 | 2015 | 2016 | 2017 | 2018 | 2019 | 2020 | 2021 | 2022 |